# کشورهای مصرف‌کننده گاز
کشورهای مصرف‌کننده گاز به آن دسته از کشورهایی گفته می‌شود که بخشی از انرژی مصرفی خود را به وسیلهٔ گاز طبیعی فراهم می‌کنند. بر اساس برآوردهای انجام شده بیشترین مصرف‌کنندگان گاز طبیعی تا ۲۰ سال دیگر، کشورهای در حال توسعه با برآورد میانگین ۸ درصد در مصرف سالیانه گاز طبیعی خواهند بود. مصرف این سوخت فسیلی تا سال ۱۹۹۰ سیر صعودی داشت و در دهه ۹۰ میلادی به دلیل فروپاشی اتحاد جماهیر شوروی، مصرف گاز در کشورهای این منطقه کاهش یافت که موجب کاهش مصرف در سطح جهان شد. زمینه‌های مصرف گاز طبیعی به ترتیب در حوزه‌های خانگی، صنعت، ترابری، تولید برق و ... خواهد بود.